# Cäsar von Witzleben
Cäsar Dietrich von Witzleben (* 4. Dezember 1823 in Kamenz; † 7. April 1882 in Dresden) war ein deutscher Historiker, Archivar und Redakteur.
Witzleben stammte aus dem thüringischen Uradelsgeschlecht von Witzleben und war der Sohn des Gustav von Witzleben (1793–1866).
Er studierte von 1841 bis 1845 an der Landesuniversität Leipzig Rechts- und Staatswissenschaften. 1856 war er königlicher Kommissar und verantwortlicher Redakteur für die Leipziger Zeitung.
Witzleben übernahm 1880 nach dem Tod Karl von Webers die Direktion des königlichen Hauptstaatsarchivs in Dresden. 1881 übertrug man ihm die Oberleitung über die Arbeiten des Codex diplomaticus Saxoniae regiae. Nach vierwöchiger Krankheit starb Witzleben am 7. April 1882 in Dresden. Er war Ehrenritter des Johanniterordens.
Witzleben war seit 1859 mit Luisa Freiin von Gregory verheiratet, die Ehe blieb kinderlos.

## Schriften
- Ueber die Hauptquellen des Pauperismus und über die Hauptmittel zu seiner Ableitung. Wigand, Leipzig 1844.

- Die Grenzen der Volksrepräsentation in der constitutionellen Monarchie. Ein Versuch im Gebiete des constitutionellen Staatsrechts. Mayer, Leipzig 1847.
- Uebersicht der sächsischen Gesetzgebung auf dem Gebiete der politischen Oekonomie und Polizei seit dem 4. September 1831 bis zum Schlusse des Jahres 1846. In: Archiv der politischen Oekonomie und Polizeiwissenschaft, N.F., Bd. 7 (1848), S. 84–120.
- Geschichte der Leipziger Zeitung. Zur Erinnerung an das zweihundertjährige Bestehen der Zeitung. Königl. Expedition der Leipziger Zeitung, Leipzig 1860.
- Eduard von Wietersheim. Ein Lebensbild. Teubner, Leipzig 1865.
- Sachsen und der norddeutsche Bund. Tauchnitz, Leipzig 1866.
- Julius von Könneritz. Ein Erinnungsblatt. Tauchnitz, Leipzig 1868.
- Das norddeutsche Bundes-Nachdruckgesetz. In: Deutsche Vierteljahrschrift, Jg. 1870, S. 99–161.
- Heinrich Anton von Zeschau. Sein Leben und öffentliches Wirken ; ein Beitrag zur Sächsischen Landesgeschichte, zur Gründungsgeschichte des deutschen Zollvereins u. zur Geschichte des sog. Dreikönigsbündnisses (1849). Tauchnitz, Leipzig 1874.
- Die Entstehung der constitutionellen Verfassung des Königreichs Sachsen. Zur Feier des 50jährigen Bestehens der Verfassungsurkunde vom 4. Sept. 1831. Teubner, Leipzig 1881.